# إسكوالودونات
الإسكوالودونات أو الدلافين قرشية الأسنان (الاسم العلمي:†Squalodontidae) (بالإنجليزية: shark-toothed dolphins)‏ هي فصيلة منقرضة من الثدييات تتبع أصنوفة الدلافين النهرية من رتبة الحيتانيات.

## التصنيف
- الإسكوالودون
- الإسكوالودون الفجري